# Murzuk

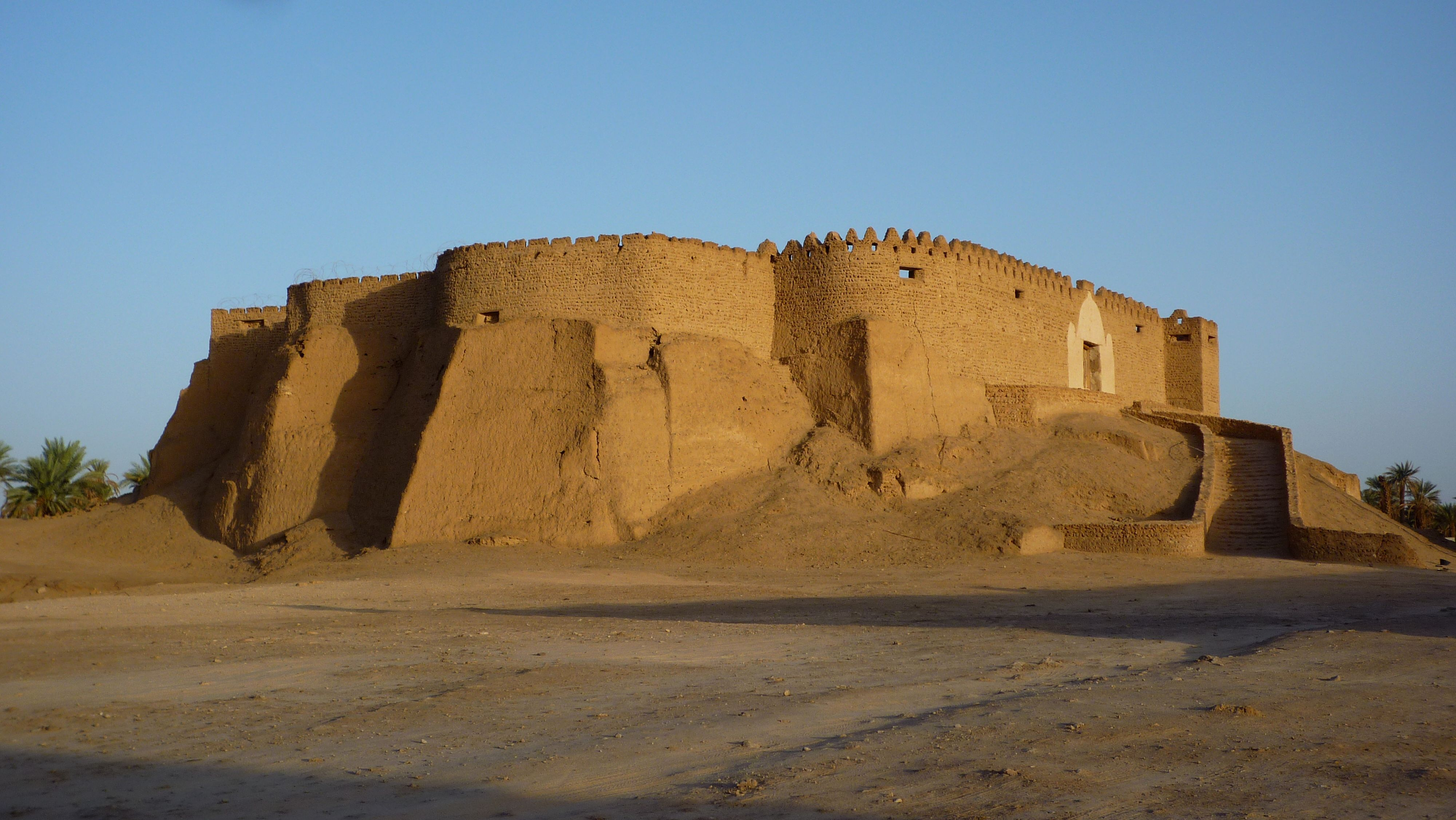
Befästning i Murzuk från osmanska eran

Murzuk (Murzuch, Mursuc, Murzuq) är en oas och administrativ huvudort för distriktet Murzuk i sydvästra Libyen och till 1963 huvudort för den tidigare regionen Fezzan.
Fram till omkring 1900 var Murzuk en viktig led i karavantrafiken mellan Sudan och Tripoli.